# あな5楽
あな5楽は、FBS福岡放送の番宣番組。火曜日21:54と土曜日9:25他の不定期放送番組。毎回、FBSのアナウンサーが特技や、制作者のムチャぶりに挑戦するなどの、日頃見られないアナウンサーの素顔が見られるエンターテインメント番組。

## 企画
主な企画としては、番組キャラクター「おにぎりマン」と財津ひろみアナとのトーク。「焼きおにぎりマン」と若林麻衣子アナとの人生トーク。料理大好き、山田真由美アナの１分クッキング等がある。